# Musée du bijou de Vicence
Le musée du bijou de Vicence  (« Museo del Gioiello ») est un musée civique d'art et design basé à Vicence en Italie. Situé dans la Basilique palladienne, c'est un  musée du design de bijoux qui conserve les œuvres d'artistes de la joaillerie comme James Rivière et Giò Pomodoro.

## Description
Le  Musée du bijou de Vicence est dédié exclusivement à la joaillerie. Le Museo del Gioiello est un espace de musée permanent de 410 mètres carrés situé à l'intérieur de la Basilique Palladiana, construite avec la ville de Vicence .
Le Musée propose une expérience esthétique et cognitive sur les bijoux, valorisant un objet ancien de la culture humaine, représentant une forme d'art et de design.
Organisée et dirigée par Alba Cappellieri, professeur de design de bijoux à l'école polytechnique de Milan et  conçu par la designer Patricia Urquiola, il se développe sur un itinéraire scientifique et éducatif sur deux niveaux et 9 salles thématiques qui décrivent le joyau.
Il propose constamment de nouvelles expositions thématiques sur les bijoux.